# Maja Frykowska
Maja Agnieszka Frykowska-Brzezińska, ps. Frytka (ur. 23 grudnia 1977 w Łodzi jako Agnieszka Frykowska) – polska celebrytka, prezenterka telewizyjna, aktorka i piosenkarka. Zdobyła rozpoznawalność dzięki udziałowi w programach typu reality show: Big Brother i Bar.

## Rodzina i edukacja
Jest córką Bartłomieja Frykowskiego i Anny Toth, wnuczką modelki Ewy Marii Morelle i Wojciecha Frykowskiego, zamordowanego przez członków sekty Charlesa Mansona w willi Romana Polańskiego, oraz prawnuczką Jana Frykowskiego. Wychowywała się i dorastała, mieszkając u babci na łódzkim osiedlu Dąbrowa. Ma dwie siostry przyrodnie: Rozalię Frykowską i Rozalię Toth.
W 1998 ukończyła prywatne Policealne Studium Gastronomii, Hotelarstwa i Turystyki w Łodzi. 16 czerwca 2009 obroniła dyplom na Wydziale Aktorskim w Wyższej Szkole Komunikowania i Mediów Społecznych im. Jerzego Giedroycia w Warszawie rolą Pani Dobrójskiej w spektaklu Śluby panieńskie.

## Kariera medialna
Wiosną 2002 wzięła udział w programie reality show TVN Big Brother 3: Bitwa. Wywołała ogólnopolski skandal, odbywając na wizji stosunek płciowy z jednym z uczestników, Łukaszem „Kenem” Wiewiórskim. Choć oboje zaprzeczyli, jakoby doszło do aktu penetracji, zdarzenie wywołało burzliwą publiczną dyskusję na temat granic wolności przekazu w mediach; Wojciech Cejrowski, podczas realizacji jednego z odcinków programu Z kamerą wśród ludzi w Polsacie, którego gościem była Frykowska, skrytykował jej udział w tej sensacji. Szum medialny przyniósł głównej bohaterce skandalu dużą rozpoznawalność – Frykowska przez wiele lat była częstą bohaterką artykułów w prasie kolorowej oraz portalach plotkarskich i jedną z nielicznych uczestniczek polskich programów reality show funkcjonującą w show-biznesie po zakończeniu udziału w programie. W następnych latach wystąpiła w dwóch edycjach programu reality show Polsatu Bar: Bar III: Bez Granic (2003) i Bar IV: Złoto Dla Zuchwałych (2004).
W 2006 prowadziła program interaktywny Gierki nocne w ITV oraz wzięła udział w kampanii reklamowej firmy biżuteryjnej Aren Art. Od marca 2007 współprowadziła codzienny program Lub Czasopisma w Tele 5. W tym samym roku zagrała w kontrowersyjnym filmie paradokumentalnym Wojciecha i Michała Węgrzynów Pojechał, zobaczył, który zdobył główną nagrodę na Międzynarodowym Festiwalu „Lato Filmów” w Warszawie. W tym samym roku zagrała w teledysku do piosenki Krzysztofa „K.A.S.Y.” Kasowskiego „Znana z tego, że jest znana” i wystąpiła w talk-show Kuby Wojewódzkiego, w którym wykonała swoją debiutancką piosenkę „Moja miłość tak prawdziwa (Dwa gołębie)”. Utwór zdobył ogromną popularność wśród widzów programu i stał się inspiracją dla telewizji TVN do nagrania odcinka specjalnego pt. Kuba Wojewódzki: Dwa gołębie oraz do wydania płyty pod tym samym tytułem w 2008.

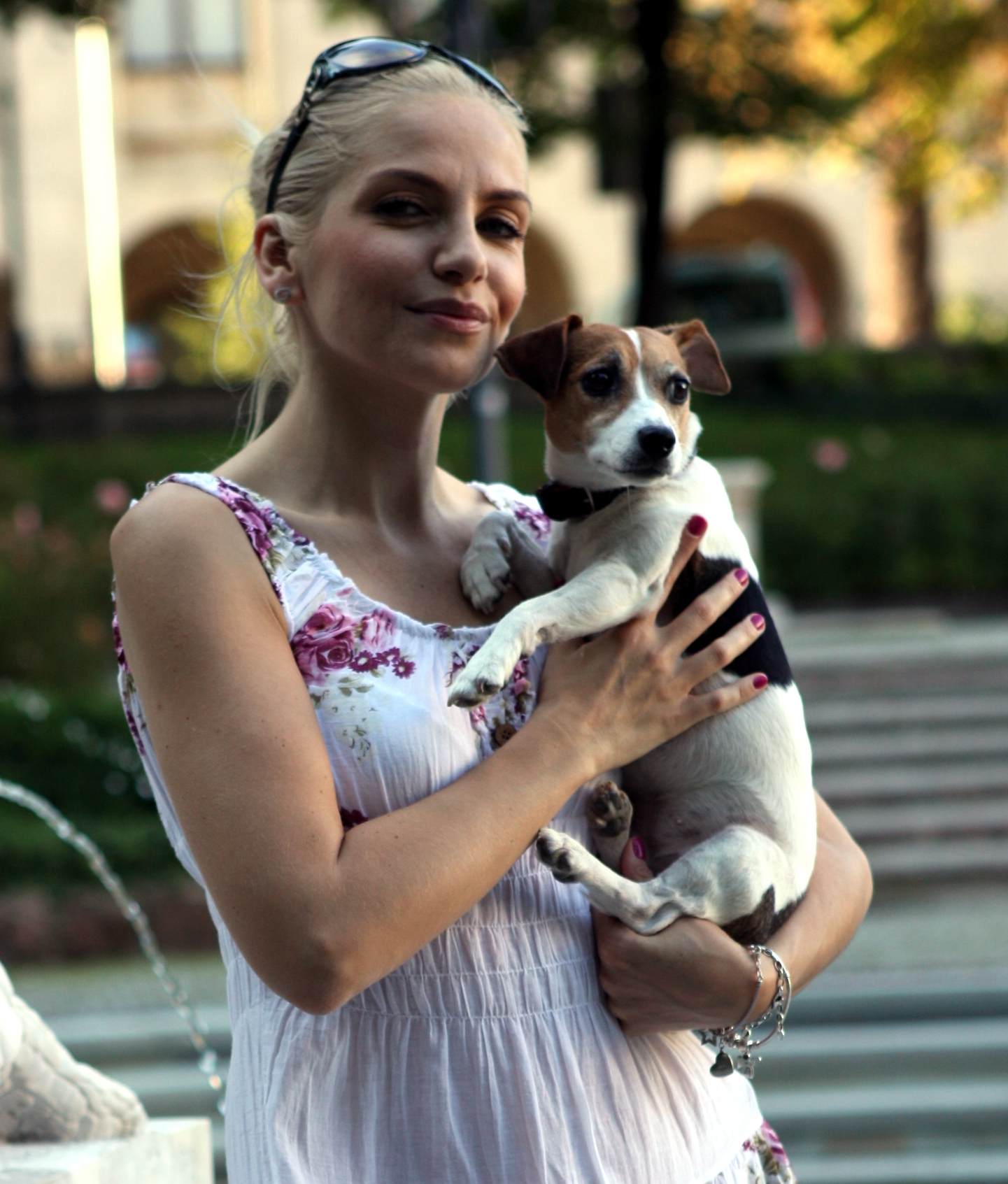
Frykowska (2011)

W 2008 została redaktorką naczelną portalu antyplotkarskiego XoXo.pl, otrzymała nagrodę Świra w kategorii wydarzenie roku, zagrała główną rolę w filmie Roberta Wista Może tak być i zorganizowała trzy imprezy pod hasłem Lans Party. W 2009 zagrała gościnnie w serialu TVP2 Tancerze i podpisała umowę licencyjną z firmą AllToys Int. na wykorzystanie jej wizerunku w produktach przeznaczonych na telefony komórkowe. Latem 2010 prowadziła reality-show Przystanek Laska w Polsat Play. 1 maja 2012 potwierdziła zakończenie współpracy z telewizją Tele 5, jednak w następnym miesiącu stacja wyemitowała cykl odcinków z serii Euro Vip o Euro 2012; pomysłodawcą i producentem programu była Frykowska.
W 2013 zagrała główną rolę w filmie Ostatni Klaps (2015), wcielając się w aktorkę filmów dla dorosłych, która porzuca swoje zajęcie, żeby spełnić się jako aktorka-profesjonalistka. Rola Frykowskiej spotkała się z negatywnym odbiorem krytyków i przyniosła jej antynagrodę Węża (2016) dla najgorszej aktorki.
Grała w Teatrze Jego Chwały i w spektaklu multimedialnym Okno (2017) w reżyserii Jerzego Raszkowskiego. W 2018 została wydana jej autobiografia Pokonaj siebie.

## Życie prywatne
W 2006 poddała się operacji plastycznej nosa – zabieg ufundował jej tabloid „Fakt” w zamian za możliwość zrobienia fotoreportażu.
W 2010 w Urzędzie Stanu Cywilnego w Łodzi zmieniła swoje pierwsze imię Agnieszka na Maja.
W 2011 wstąpiła do Chrześcijańskiego Kościoła Reformacyjnego.
Pod koniec 2012 wyprowadziła się z Polski do Zurychu. 12 kwietnia 2014 poślubiła Michała Brzezińskiego. W 2015 urodziła córkę.

## Dyskografia
Albumy studyjne
- Kuba Wojewódzki: Dwa gołębie (2008)

Single
- 2007 – „I Dream of You”
- 2007 – „Moja miłość tak prawdziwa (Dwa gołębie)”
- 2009 – „Zostałam bogata”

## Filmografia
Filmy
- 2007: Pojechał, zobaczył jako ona sama
- 2008: Może tak być jako piosenkarka Roxi
- 2011: Bokser z cyklu Prawdziwe historie jako ona sama, uczestniczka programu Gwiazdy tańczą na lodzie
- 2015: Ostatni klaps (ang. tyt. The One Last Shot) jako aktorka Manuella

Seriale
- 2004: Świat według Kiepskich jako ona sama
- 2009: Tancerze jako Rokicka, dziewczyna Krzysztofa Nowojczyka
- 2010: Pierwsza miłość jako detektyw Weronika Puszyńska
- 2011: Czas na lans jako szalona brunetka[19].

Teledyski
- 2007: Krzysztof „K.A.S.A.” Kasowski – „Znana z tego, że jest znana”

## Sesje fotograficzne
- nr 117 sierpień 2002 „Playboy”
- nr 170 luty 2007 „Playboy”
- nr 18, 6 września 2007 „Viva!”[20]
- nr 19, 17 września 2009 „Viva!”[21]

## Publikacje
- 2018: Pokonaj siebie, Wydawnictwo Szaron

## Nagrody i nominacje
- 2006: Rogaty Mikrofon Antyradia – „Siedem Grzechów Głównych” w kategorii Nieczystość
- 2008: Świr w kategorii Wydarzenie roku za piosenkę „Dwa gołębie”
- 2016: Wąż w kategorii Najgorsza rola żeńska (za film Ostatni klaps)[22]
- 2016: Wąż w kategorii Najgorszy duet na ekranie (za film Ostatni klaps; z Mariuszem Pujszo)[22]
- 2019: Nominacja do Gwiazdy Plejady w kategorii Debiut roku[23]